# William Louis Theobald
William Louis Theobald ( 1936 ) es un profesor, botánico, anatomista estadounidense.

## Biografía
En 1963 obtuvo su doctorado por la Universidad de California en Los Ángeles, en biología.

## Algunas publicaciones

### Libros
- 1975. Introduction of the Hawaiian Islands. Ed. Am. Assoc. of Bot. Gardens and Arboreta, 26 pp.

- 1973. Kahana Valley Botanical Survey, Koolauloa District, Island of Oahu. Ed. Hawaii. Division of State Parks, Outdoor Recreation, & Historic Sites, 114 pp.

- 1970. Notes on the Bignoniaceae. Ceylon J. Sci. 10 (1): 1-75

- 1966. Botany: a laboratory manual. Con Shirley Ray Sparling, Walter H. Muller. Ed. Macmillan, 	181 pp.

- 1963. The Systematics of the Lomatium Dasycarpum - Mohavense - Foeniculaceum Complex. Ed. Univ. of California, Los Angeles-Plant Sci. 296 pp.

- La abreviatura «W.L.Theob.» se emplea para indicar a William Louis Theobald como autoridad en la descripción y clasificación científica de los vegetales.[4]